# Strimmig skogsfalk
Strimmig skogsfalk (Micrastur ruficollis) är en fågel i familjen falkar inom ordningen falkfåglar.

## Utbredning och systematik
Strimmig skogsfalk delas in i sex underarter:
- Micrastur ruficollis guerilla – förekommer i fuktiga skogar från södra Mexiko till Nicaragua
- Micrastur ruficollis interstes – förekommer från Costa Rica och Panama till västra Colombia och västra Ecuador
- Micrastur ruficollis zonothorax – förekommer längs östra Andernas fot från Colombia och Venezuela till Bolivia
- Micrastur ruficollis concentricus – förekommer i södra Venezuela, angränsande Guyanaregionen och Amazonas i Brasilien
- Micrastur ruficollis ruficollis – förekommer från södra Brasilien till Paraguay och norra Argentina
- Micrastur ruficollis olrogi – förekommer i subtropiska skogar i nordvästra Argentina

## Status och hot
Arten har ett stort utbredningsområde, men tros minska i antal, dock inte tillräckligt kraftigt för att den ska betraktas som hotad. Internationella naturvårdsunionen IUCN listar arten som livskraftig (LC). Beståndet uppskattas till i storleksordningen en halv miljon till fem miljoner vuxna individer.